# Pyrausta kenalis
Pyrausta kenalis is een vlinder van de familie van de grasmotten (Crambidae). De wetenschappelijke naam van deze soort is voor het eerst voorgesteld door Charles Swinhoe in een publicatie uit 1900.
De soort komt voor in India.